# Cmentarz Chodovski
Cmentarz Chodovski (cz. Chodovský hřbitov) – cmentarz położony w stolicy Czech w dzielnicy Praga 4 (Opatov-Chodov) przy zbiegu ulic U Chodovského hřbitova i Lečkovej.

## Historia
Został otwarty prawdopodobnie w 1945. Cmentarz podzielony jest na trzy części rozdzielone alejami. Po prawej stronie od głównego wejścia pierwszą część zajmują kolumbaria, a za nimi znajduje się pomnik upamiętniający żołnierzy Armii Czerwonej poległych w bitwie pod Sokołowem. Po prawej i po lewej stronie od pomnika znajdują się kwatery z grobami żołnierzy.
W 2016 na cmentarzu postawiono kamienny krzyż z pozłacaną figurą Chrystusa. Poświęcił go arcybiskup Dominik Duka w obecności mieszkańców Jižního Města i burmistrza dzielnicy Praga 11.
W 2017 zburzono stary mur i zastąpiono go nowym.
Na Cmentarzu Chodovskim jest pochowany biolog i geobotanik Emil Hadač.

## Pierwotne plany cmentarza
Przed II wojną światową planowano założenie cmentarza o znacznie większej powierzchni i w innym miejscu, przy dzisiejszej ulicy Turkovej. Podobnie do Cmentarza Ďáblickiego miał być nowym centralnym cmentarzem Wielkiej Pragi. Budowa rozpoczęła się w 1935, ale prace zostały zakończone z powodu wilgotnego podłoża. Do dziś zachowała się część muru cmentarnego z bramą wejściową, która dziś służy jako brama do zespołu hurtowni przemysłowych.